# Lissapterus pelorides
Lissapterus pelorides es una especie de coleóptero de la familia Lucanidae.

## Distribución geográfica
Habita en Queensland y  Nueva Gales del Sur (Australia).